# Three Fingered Jack
Der Three Fingered Jack ist ein 2391 m hoher Berg im US-Bundesstaat Oregon. Es handelt sich um einen stark erodierten Schildvulkan, der mit seinem schroffen, aus mehreren Felstürmen bestehenden Gipfelkamm eine markante Landmarke in der Gegend zwischen den Three Sisters im Süden und dem nördlich gelegenen Mount Jefferson im zentralen Teil des Kaskadengebirges darstellt.

## Lage
Der Three Fingered Jack erhebt sich ca. 32 km nordwestlich der Stadt Sisters im US-Bundesstaat Oregon, auf der Grenze zwischen Jefferson und Linn County, die gleichzeitig die Grenze zwischen Deschutes und Willamette National Forest darstellt. Der Berg liegt im Süden der Mount Jefferson Wilderness, einem Schutzgebiet vom Typ eines Wilderness Area.
Der Berg erhebt sich auf dem Hauptkamm der Kaskadenkette, 21 km südlich des Mount Jefferson, des zweithöchsten Gipfels von Oregon. 16 km südlich befindet sich mit dem Mount Washington ein entstehungsgeschichtlich dem Three Fingered Jack sehr ähnlicher Berg, während weitere 20 km südlich die Schichtvulkane Three Sisters liegen.
Zwischen Three Fingered Jack und Mount Washington befindet sich der Santiam Pass, eine wichtige Straßenverbindung zwischen dem zentralen Oregon mit der Stadt Bend und dem fruchtbaren Willamette Valley und den dortigen urbanen Zentren wie Salem und Portland. Über den Pass verläuft der U.S. Highway 20.

## Geologie

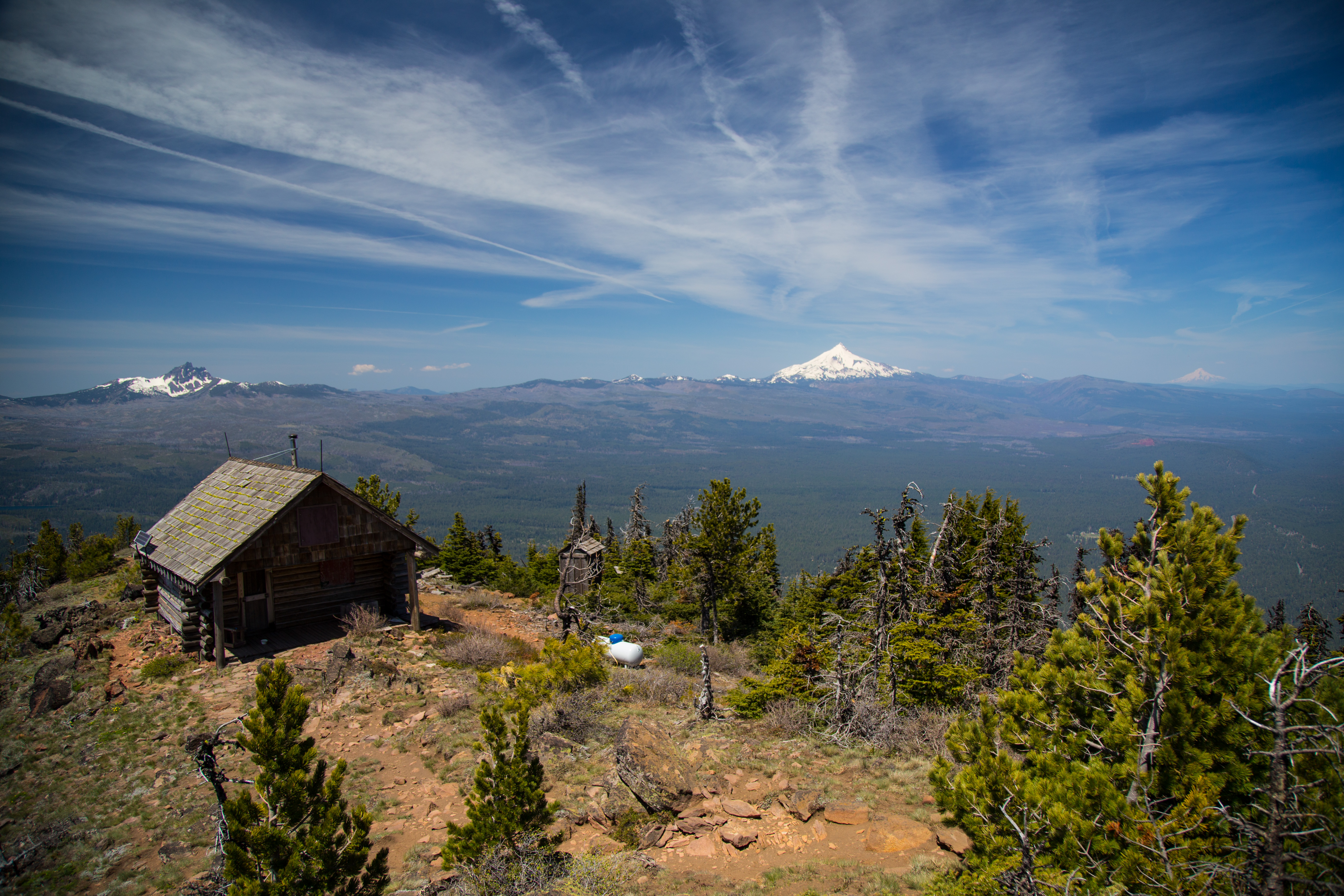
Three Fingered Jack, Mount Jefferson, Mount Hood (v. l. n. r.) vom Black Butte aus gesehen

Der Three Fingered Jack ist ein Schildvulkan, der im Pleistozän vor ca. 250.000 Jahren entstand.
Während der Kaltzeiten war der Kaskaden-Hauptkamm stark vergletschert, und durch glaziale Erosion wurde ein großer Teil des Berges abgetragen, so dass der aus hartem Ergussgestein bestehende Schlot des Berges freigelegt wurde.
In den zentralen Kaskaden existieren eine Reihe weiterer Gipfel mit sehr ähnlicher Entstehungsgeschichte und entsprechend ähnlichem Erscheinungsbild, wie der südliche Nachbar Mount Washington oder der Mount Thielsen nördlich des Crater Lake.